# The Amazing Race (terza edizione)

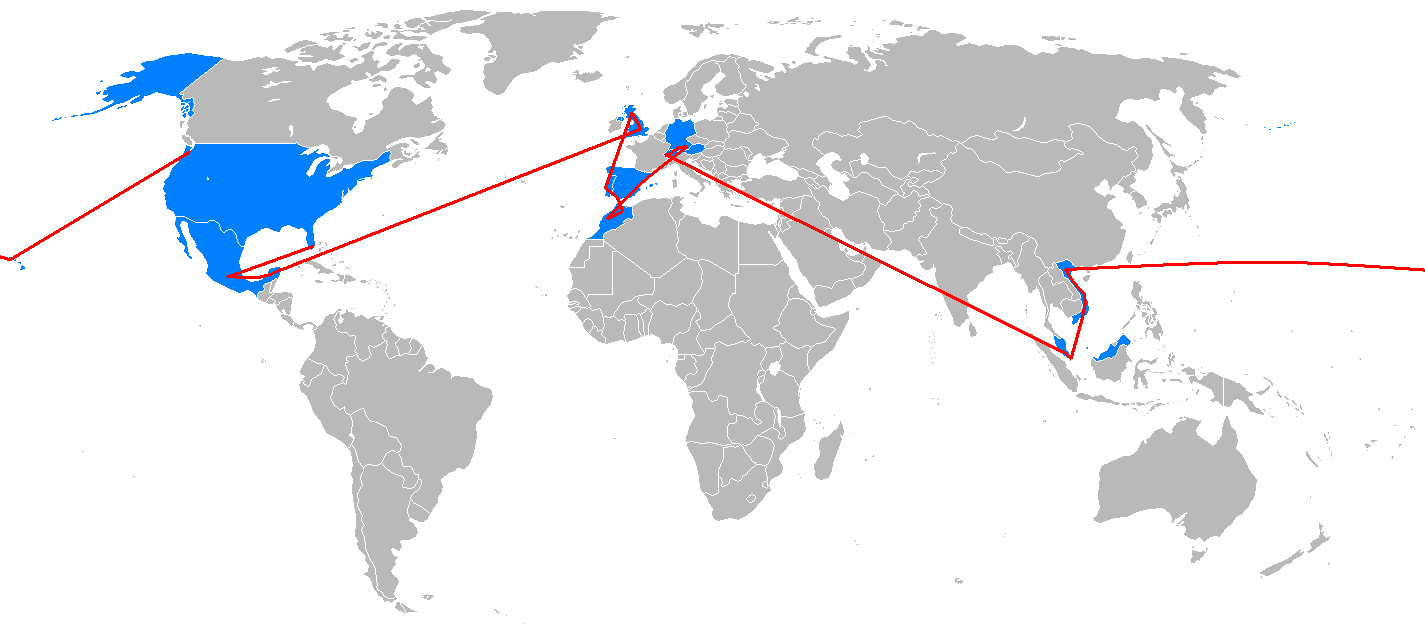
Il percorso di The Amazing Race 3

The Amazing Race 3 è la terza edizione della trasmissione televisiva statunitense The Amazing Race. È stata registrata dal 9 agosto al 7 settembre 2002 e trasmessa sul network televisivo americano CBS dal 2 ottobre al 18 dicembre dello stesso anno. Nel corso della gara, sono stati visitati quattro continenti e dodici Nazioni, per un totale di più di 65.000 km percorsi. È l'unica stagione del reality, oltre alla prima, a svolgersi completamente in Paesi mai visitati prima dalla gara, fatta eccezione per gli Stati Uniti, tappa di partenza e di arrivo.

## Episodi
I titoli degli episodi sono frasi pronunciate (generalmente, ma non sempre) dai concorrenti nel corso dell'episodio stesso.
| nº | Titolo                                                        | Prima TV         | Frase di  |
| -- | ------------------------------------------------------------- | ---------------- | --------- |
| 1  | What If Our Parachute Doesn't Open?                           | 2 ottobre 2002   | Eve       |
| 2  | This Seems Like the Path Straight to Hell!                    | 9 ottobre 2002   | Arianne   |
| 3  | You Always Just Forget About Me!                              | 16 ottobre 2002  | Flo       |
| 4  | Did You See How I Stopped It? With My Face                    | 23 ottobre 2002  | John Vito |
| 5  | What Happens If I Slip? Am I Just Hanging Off a Cliff?        | 30 ottobre 2002  | Flo       |
| 6  | I'm a Much Better Liar Than You Are                           | 13 novembre 2002 | Flo       |
| 7  | I'm Supposed to Be Indebted to Her for the Rest of the Race?! | 20 novembre 2002 | Derek     |
| 8  | This Is More Important Than Your Pants Falling Down!          | 27 novembre 2002 | Ian       |
| 9  | Why Did You Have to Take Your Pants Off?!                     | 4 dicembre 2002  | Flo       |
| 10 | Don't Try to Play the Moralist Now!                           | 11 dicembre 2002 | Flo       |
| 11 | They're Slithering to the Finish Line Like the Rest of Us!    | 18 dicembre 2002 | Ian       |

## Ordine di arrivo ed eliminazioni
La tabella indica l'ordine di eliminazione dalla gara delle squadre. Vengono elencate le squadre, il tipo di rapporto che lega i componenti di ogni squadra (secondo la definizione ufficiale usata all'interno del programma), la posizione di arrivo di ogni tappa e il numero di Roadblock completati da ogni concorrente. Un numero in rosso indica l'eliminazione della squadra in quella tappa, un numero blu l'arrivo all'ultimo posto in una tappa a non eliminazione, un numero verde l'uso di un Fast Forward da parte della squadra. Se il numero della tappa è verde, il Fast Forward non è stato usato da nessuna squadra.
| Squadra          | Rapporto                      | Piazzamento (per tappa) | Piazzamento (per tappa) | Piazzamento (per tappa) | Piazzamento (per tappa) | Piazzamento (per tappa) | Piazzamento (per tappa) | Piazzamento (per tappa) | Piazzamento (per tappa) | Piazzamento (per tappa) | Piazzamento (per tappa) | Piazzamento (per tappa) | Piazzamento (per tappa) | Piazzamento (per tappa) | Roadblock completati |
| Squadra          | Rapporto                      | 1                       | 2                       | 3                       | 4                       | 5ƒ                      | 6                       | 7                       | 8                       | 9                       | 10                      | 11                      | 12                      | 13                      | Roadblock completati |
| ---------------- | ----------------------------- | ----------------------- | ----------------------- | ----------------------- | ----------------------- | ----------------------- | ----------------------- | ----------------------- | ----------------------- | ----------------------- | ----------------------- | ----------------------- | ----------------------- | ----------------------- | -------------------- |
| Flo e Zach       | Amici                         | 2                       | 5                       | 3                       | 2                       | 4                       | 2                       | 1ƒ                      | 2                       | 5                       | 3                       | 2                       | 3                       | 1                       | Flo 1, Zach 9        |
| Teri e Ian       | Sposati con figli             | 9                       | 10                      | 9                       | 5                       | 6                       | 1ƒ                      | 4                       | 3                       | 4                       | 4                       | 1                       | 1                       | 2                       | Teri 2, Ian 8        |
| Ken e Gerard     | Fratelli                      | 1ƒ                      | 6                       | 2                       | 1                       | 1                       | 3                       | 5                       | 4                       | 2                       | 2                       | 3                       | 2                       | 3                       | Ken 3, Gerard 6      |
| Derek e Drew     | Gemelli / Modelli             | 11                      | 1ƒ                      | 1                       | 3                       | 3                       | 4                       | 2                       | 1                       | 3                       | 1                       | 4                       |                         |                         | Derek 7, Drew 4      |
| John Vito e Jill | Fidanzati                     | 5                       | 7                       | 7                       | 6                       | 4                       | 5                       | 3                       | 5                       | 1ƒ                      | 5                       |                         |                         |                         | John Vito 4, Jill 3  |
| Andre e Damon    | Poliziotto / Vigile del fuoco | 7                       | 8                       | 8                       | 4                       | 2                       | 6                       | 6                       |                         |                         |                         |                         |                         |                         | Andre 2, Damon 3     |
| Aaron e Arianne  | Amici da sempre               | 3                       | 2                       | 4                       | 8                       | 7                       | 7                       |                         |                         |                         |                         |                         |                         |                         | Aaron 3, Arianne 2   |
| Michael e Kathy  | Fidanzati a distanza          | 4                       | 4                       | 6                       | 7                       | 8                       |                         |                         |                         |                         |                         |                         |                         |                         | Michael 3, Kathy 0   |
| Heather ed Eve   | Compagne di stanza            | 6                       | 3                       | 5                       | 9                       |                         |                         |                         |                         |                         |                         |                         |                         |                         | Heather 3, Eve 0     |
| Dennis e Andrew  | Padre / Figlio                | 8                       | 9                       | 10ƒ                     |                         |                         |                         |                         |                         |                         |                         |                         |                         |                         | Dennis 0, Andrew 1   |
| Tramel e Talicia | Fratello / Sorella            | 10                      | 11                      |                         |                         |                         |                         |                         |                         |                         |                         |                         |                         |                         | Tramel 1, Talicia 0  |
| Gina e Sylvia    | Madri                         | 12                      |                         |                         |                         |                         |                         |                         |                         |                         |                         |                         |                         |                         | Gina 0, Sylvia 0     |

## Riassunto della gara

### 1ª tappa (Stati Uniti → Messico)

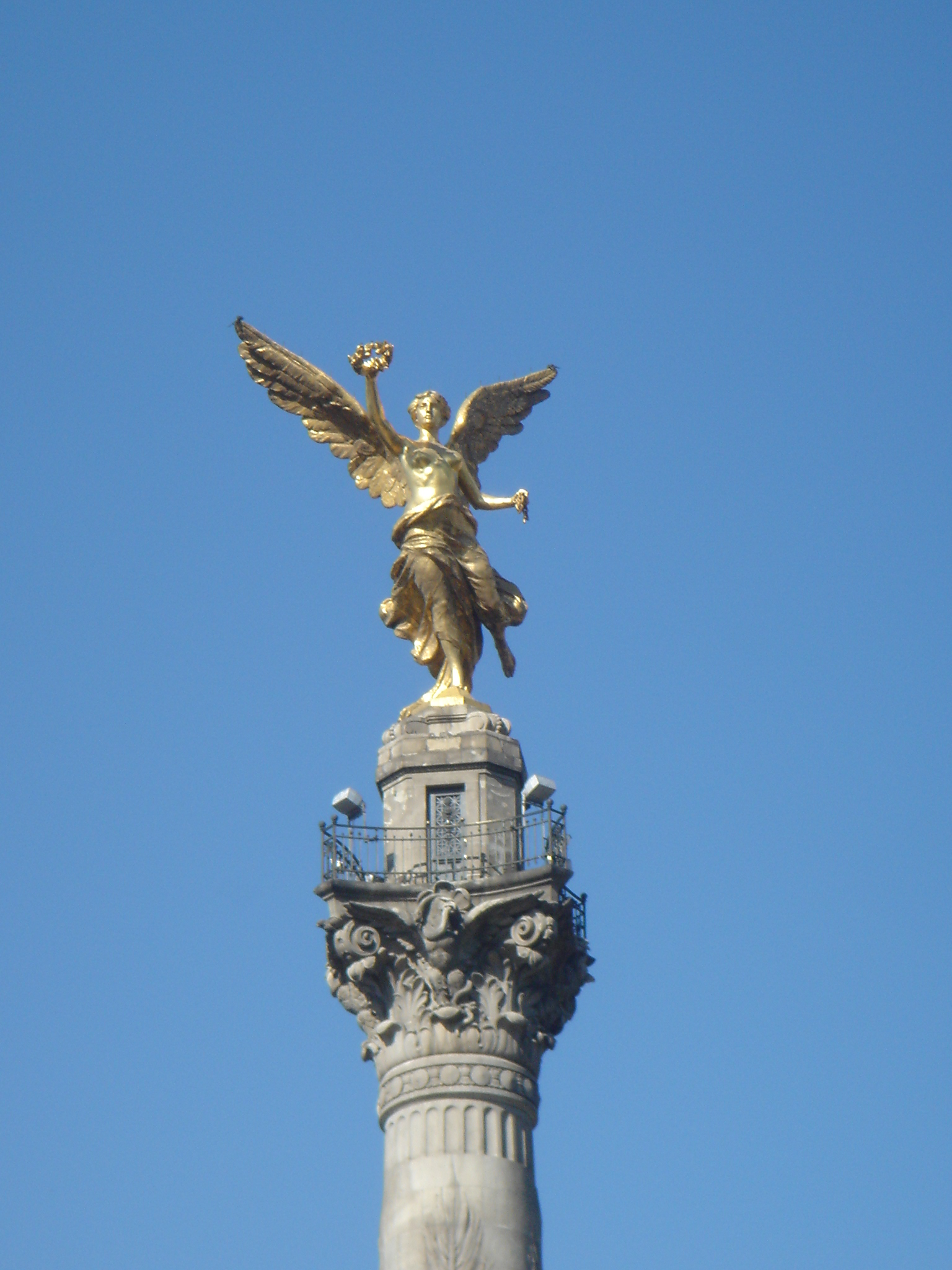
La Colonna dell'indipendenza (El Ángel) a Città del Messico è stata toccata nella prima tappa.

- Parco Nazionale delle Everglades, Florida, Stati Uniti  (linea di partenza)
- da Miami (Aeroporto internazionale) a Città del Messico, Messico  (Aeroporto internazionale)
- Città del Messico (Colonna dell'indipendenza)
- Città del Messico (Piazza della Costituzione)
- Città del Messico (Hotel de las Cortes)
- Città del Messico (Plaza Santo Domingo)
- Amacuzac, Morelos (Aerodromo Tequesquitengo)
- Amacuzac, Morelos (Hacienda San Gabriel de las Palmas)

Nel Detour, la scelta è stata tra Wings ("Ali": le squadre si sono dovute paracadutare da 3000 metri di altezza con un istruttore) e Wheels ("Ruote": percorrere circa 11 km con un carro trainato da asini). Il Fast Forward è consistito nel trovare un mercato locale e cercare un particolare dattilografo.
Prova aggiuntiva: alla Colonna dell'indipendenza, le squadre hanno ricevuto la foto di un uomo, Pablo, che hanno dovuto trovare basandosi soltanto sulla foto. L'uomo si trovava in Piazza della Costituzione.

### 2ª tappa (Messico)
- Teotihuacan (Piramide del Sole)

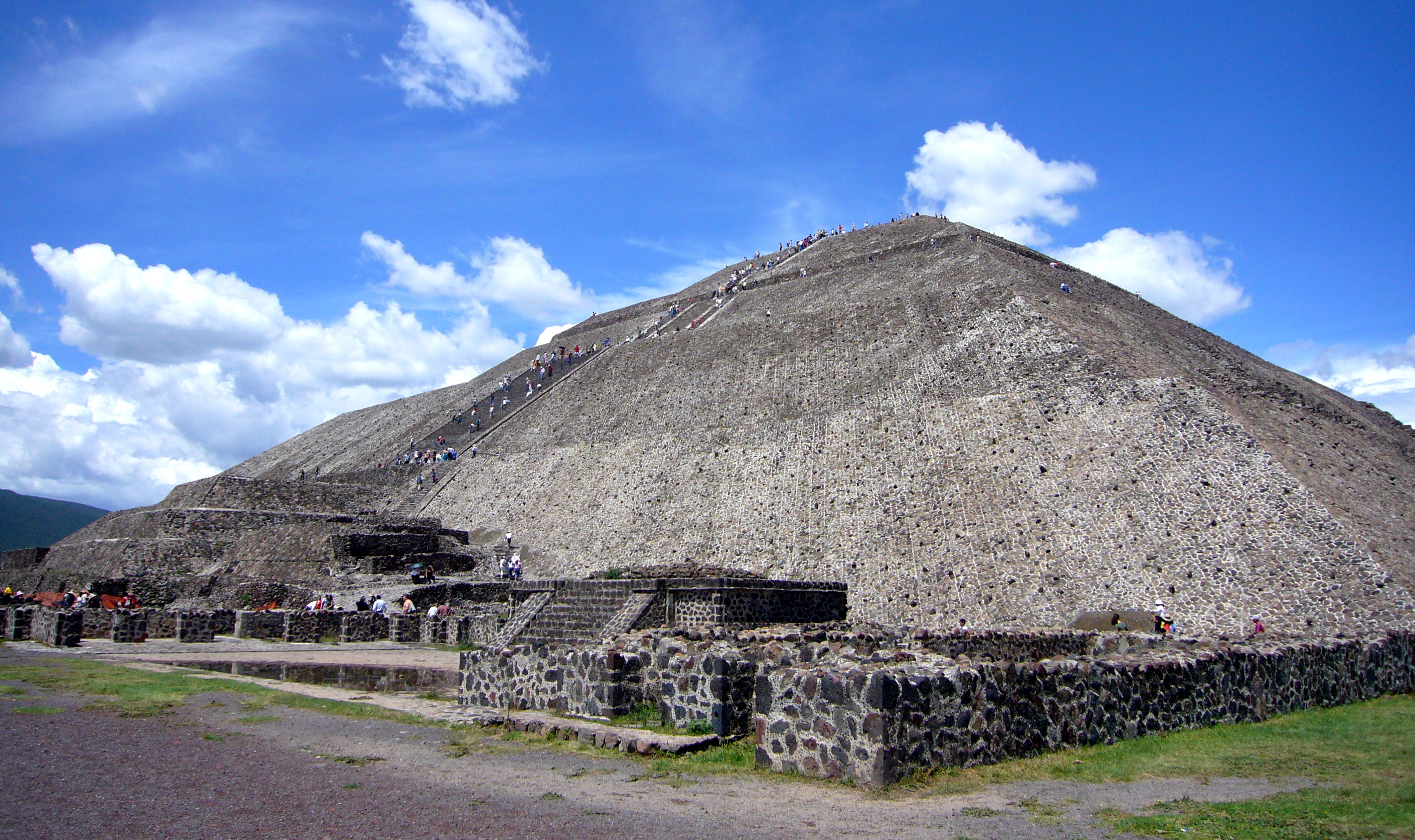
La Piramide del Sole è stata visitata nella seconda tappa.

- da Città del Messico (Museo nazionale di antropologia)
- da Città del Messico (Terminal de Autobuses de Pasajeros de Oriente) a Cancún, Quintana Roo (Autobuses de Oriente)
- Cancún (molo di San Marino)
- da Playa del Carmen (Calle 3 Sur) a Cozumel (Muelle Fiscal)
- Cozumel (Chankanaab Park)
- Tulum (Bungalow Diamante K)

Nel Detour, la scelta è stata tra Horsepower ("Cavalli vapore": usando una moto d'acqua, cercare un indizio in un'area piuttosto vasta) e Manpower ("Forza umana": cercare l'indizio in un'area più piccola, ma usando dei kayak). Il Fast Forward è consistito nell'unirsi a una squadra di acrobati e, attaccati per i piedi, volteggiare intorno a un palo a partire da 30 metri d'altezza. Nel Roadblock, le squadre hanno nuotato con una famiglia di delfini per cercare l'indizio sul fondo di una laguna.

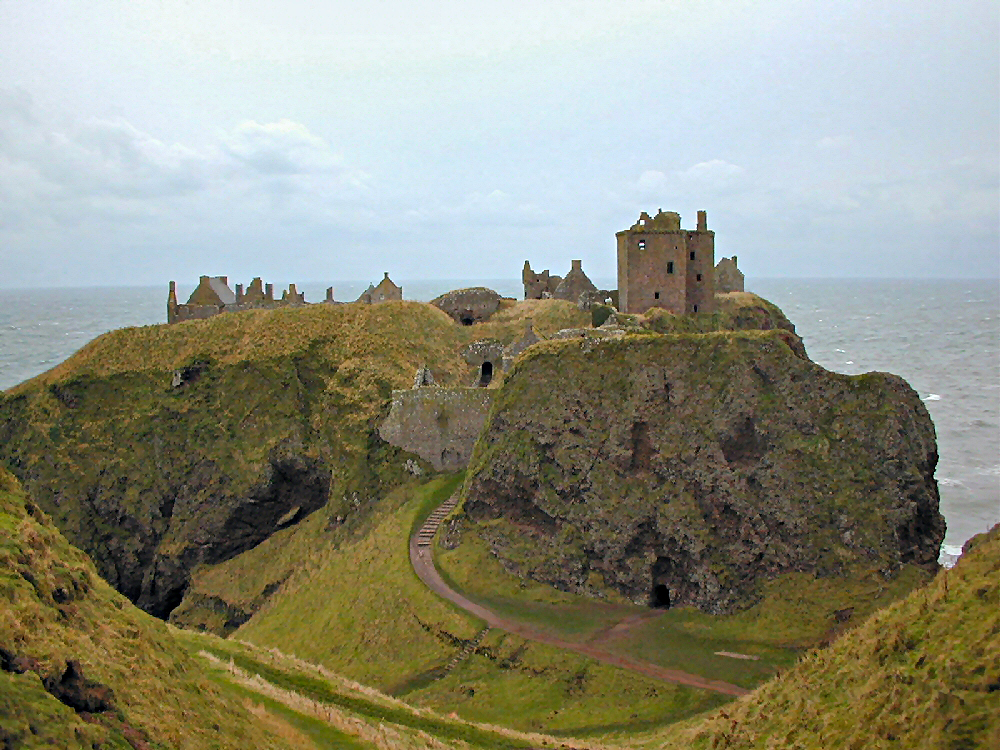
Il Castello di Dunnottar è stato sede del Roadblock della terza tappa

### 3ª tappa (Messico → Regno Unito)

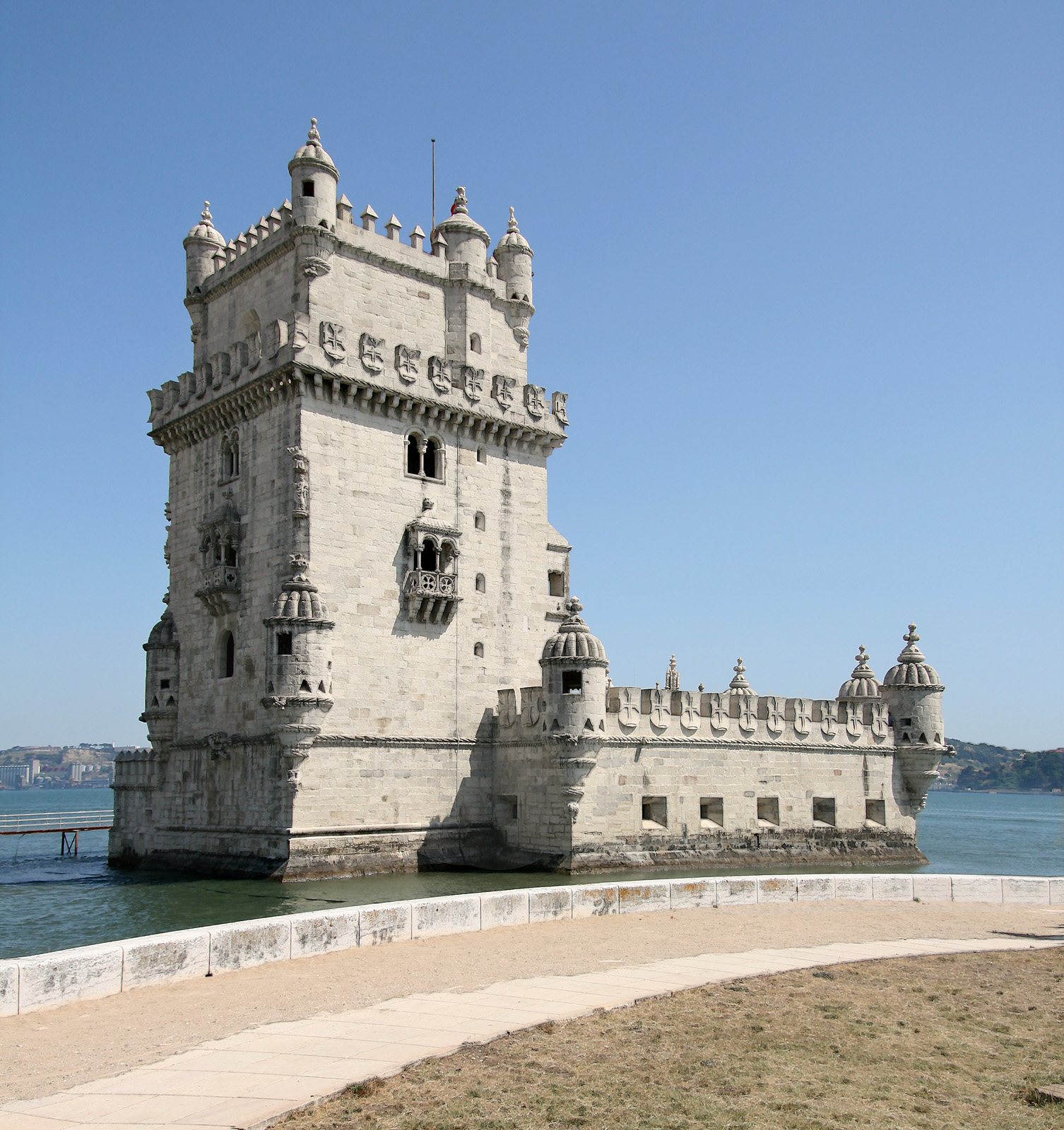
La Torre di Belém è stata sede del Pit Stop della quarta tappa.

- da Cancún (Aeroporto Internazionale di Cancún) a Londra, Inghilterra , Regno Unito  (Aeroporto di Londra-Heathrow)
- Cambridge, Cambridgeshire (Scudamore's)
- Cambridge (Imperial War Museum Duxford)
- da Cambridge (Parker's Piece) a Aberdeen, Scozia  (stazione degli autobus)
- Stonehaven, Aberdeenshire (Castello di Dunnottar)

Nel Detour, la scelta è stata tra Punt ("Barchino": percorrere 1,6 km in barca, un "punt", lungo il fiume Cam) e Bike ("Bici": pedalare per circa 10 km attraverso Cambridge). Il Fast Forward è consistito nel manovrare un carro armato attraverso un percorso a ostacoli in 90 secondi. Nel Roadblock, i concorrenti hanno dovuto competere in tre sport tradizionali scozzesi: lancio del tronco, getto del sasso e lancio del martello.

### 4ª tappa (Regno Unito → Portogallo)
- Stonehaven (porto)
- da Aberdeen (Aeroporto di Aberdeen) a Porto, Portogallo  (Aeroporto Internazionale Francisco de Sá Carneiro)
- Vila Nova de Gaia (Calem Port Lodge)
- da Porto (Stazione di São Bento) a Lisbona (Stazione di Santa Apolónia)
- Lisbona (Estádio do Restelo - Cancello F)
- Lisbona (Torre di Belém)

Nel Detour, la scelta è stata fra Old School ("Vecchia scuola": trasportare un barile di vino su una barca, e consegnarla al ristorante O Muro) e New School ("Nuova scuola": trasportare cassette di vino con un camioncino a tre diversi ristoranti). Il Roadblock è consistito nel parare un rigore ad una giovane stella del calcio.

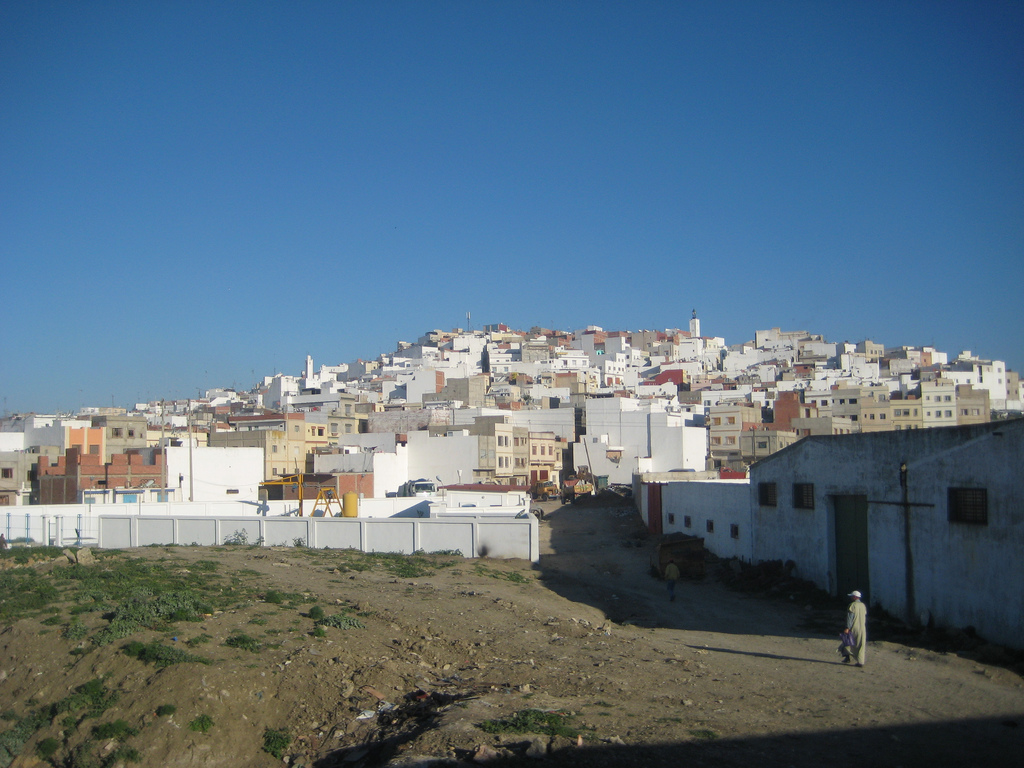
Le squadre hanno viaggiate in nave da Algeciras a Tangeri.

### 5ª tappa (Portogallo → Spagna → Marocco)
- Sintra (Cabo da Roca)   (non usato, né trasmesso)
- da Algeciras, Spagna  (Porto Bahía de Algeciras) a Tangeri, Marocco  (Porto di Tangeri)
- Tangeri (Viajes Flandria)
- Fès (Medina di Fes)
- Fes (Borj Nord)

Nel Detour, la scelta è stata tra Ropes ("Corde": calarsi dalla cima di una scogliera, a circa 100 metri di altezza, fino alla spiaggia sottostante) e Slopes ("Fianchi della montagna": arrivare alla stessa spiaggia a piedi per impervi sentieri). Nel Roadblock, i concorrenti si sono recati alla conceria Dar Dbagh Chouara per cercare l'indizio successivo all'interno di 25 maleodoranti vasche per la lavorazione della pelle.
Prova aggiuntiva: ai Viajes Flandria, le squadre hanno dovuto registrarsi per un posto su due autobus, diretti a Fes e in partenza a un'ora di distanza l'uno dall'altro.

### 6ª tappa (Marocco)
- Casablanca (Moschea di Hassan II)
- da Casablanca (stazione di Casa Voyageurs) a Marrakech (Gare de Marrakech)
- Marrakech (Negozio di tappeti)
- Marrakech (Oasi di Palmerie)
- Marrakech (Café Glacier)
- Marrakech (Riad Catalina)

Nel Detour, la scelta è stata fra Now You See It ("Ora lo vedi": raggiungere a cavallo una bandiera ben visibile e scavare nella sabbia per cercare l'indizio, inciso su un pentolino) e Now You Don't ("E ora no": raggiungere una bandiera non visibile a bordo di una jeep, e imprimere su carta l'indizio, inciso su una pietra). Il Fast Forward è consistito nel cercare un tappeto con l'emblema del Fast Forward in un negozio di tappeti. Nel Roadblock, i concorrenti hanno dovuto aiutare un venditore a vendere 5 tazze di escargot al mercato.

### 7ª tappa (Marocco → Germania → Austria → Germania)

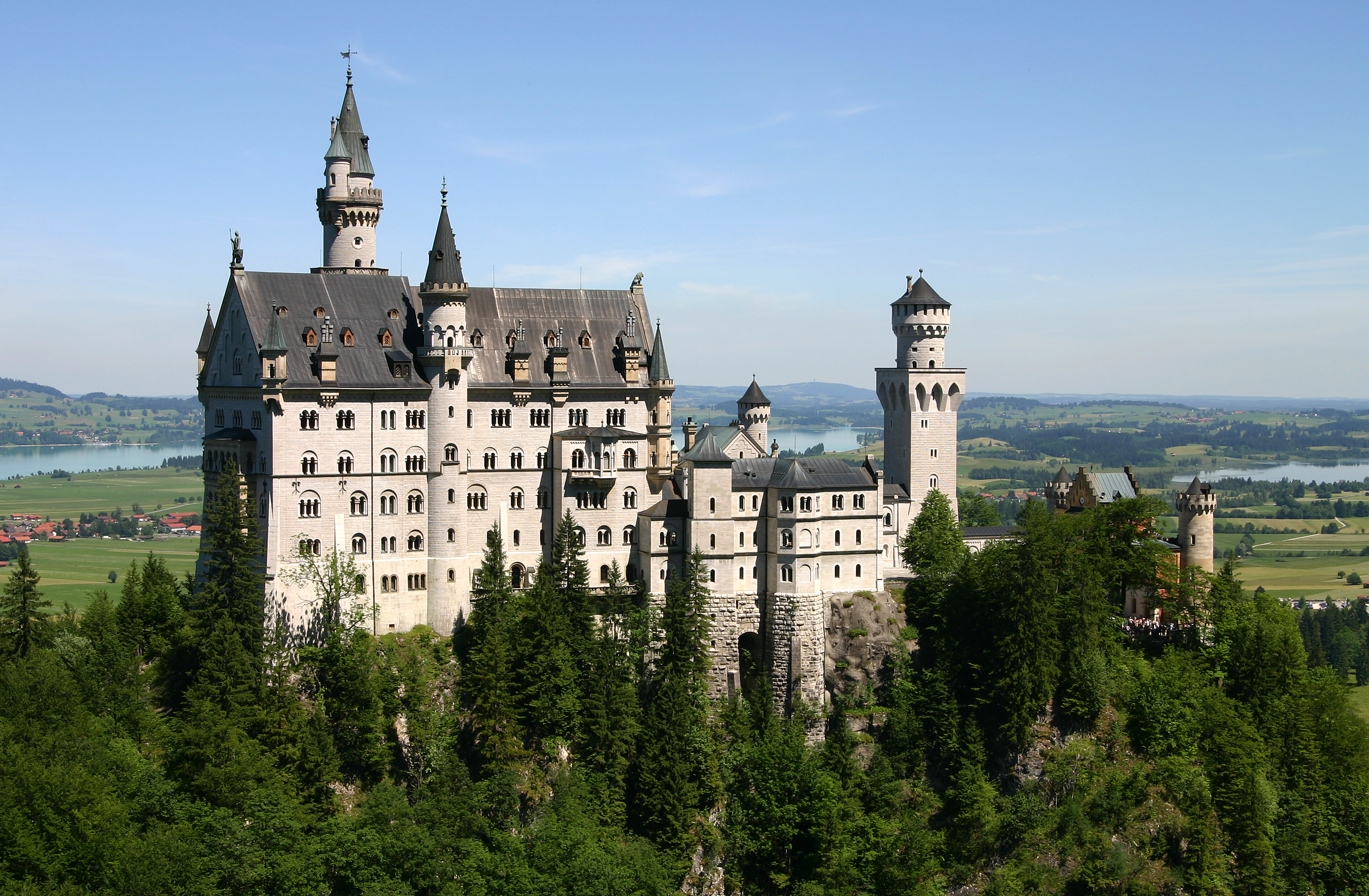
Il castello di Neuschwanstein è stato il settimo Pit Stop della stagione.

- da Marrakech (Aeroporto di Marrakech) a Monaco di Baviera, Germania  (Aeroporto internazionale di Monaco di Baviera)
- Monaco di Baviera (Friedensengel)
- Monaco di Baviera (fiume Eisbach)
- da Monaco di Baviera (Stazione centrale di Monaco di Baviera) a Innsbruck, Austria  (Stazione centrale di Innsbruck)
- Innsbruck (Annasäule)
- Innsbruck (Nord Park Seegrube Station)
- Füssen, Germania (Castello di Neuschwanstein)

Nel Detour, la scelta è stata fra Sled ("Slitta": le squadre si sono unite a una squadra di bob in un giro su un tracciato olimpico) e Skate ("Pattinaggio": fare un giro di pista pattinando sul ghiaccio). Il Fast Forward è consistito nell'attrarre l'attenzione di un surfista sul fiume Eisbach. Nel Roadblock, un concorrente per squadra ha dovuto calarsi da una funivia a 70 metri d'altezza.
Nota: Flo e Zach, avendo usufruito del Fast Forward, sono sempre rimasti in Germania, senza mai passare in Austria.

### 8ª tappa (Germania → Svizzera)

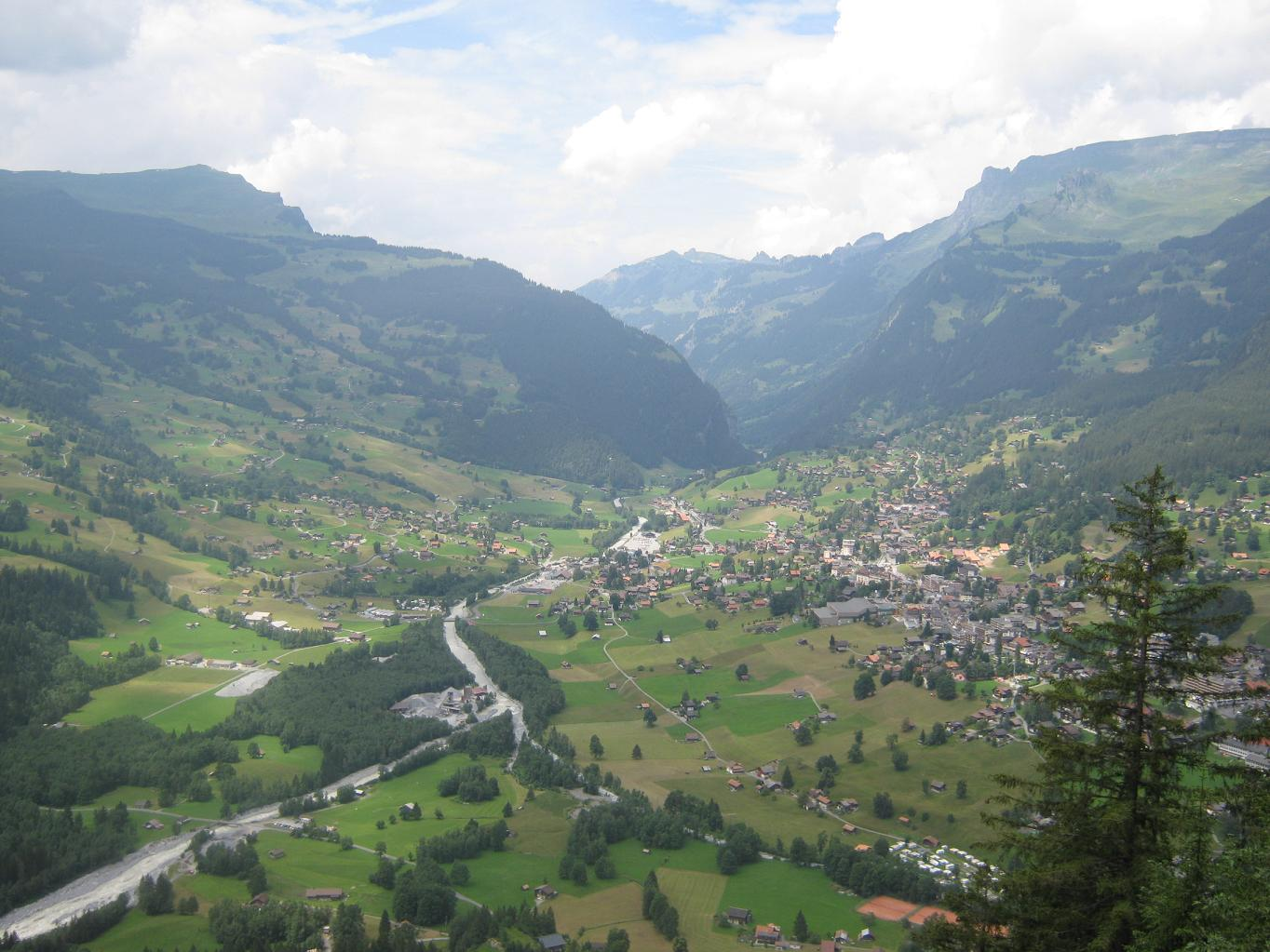
Grindelwald, Pit Stop dell'ottava tappa.

- Füssen (fattoria Augustinerhof)
- da Friedrichshafen a Romanshorn, Svizzera
- Neuhausen am Rheinfall (Cascate del Reno)
- Zurigo (Lindenhof)
- da Zurigo a Lucerna a Grindelwald
- Grindelwald (campo)
- Grindelwald (Chalet Arnika)

Nel Detour, la scelta è stata fra Count the Money ("Conta i soldi": contare una grossa somma in franchi svizzeri contenuta in un'urna) e Run the Numbers ("Corri per i numeri": correre per le vie di Zurigo, in cerca di tre numeri basandosi su una statua, un orologio, e gli alberi di un parco). In entrambi i casi, i numeri ottenuti hanno formato una combinazione con cui le squadre hanno dovuto aprire una cassaforte. Nel Roadblock, le squadre hanno dovuto rivivere la storia di Guglielmo Tell, centrando con una freccia una mela posizionata sulla testa di un manichino.
Prova aggiuntiva: in una fattoria a Füssen, le squadre hanno dovuto cercare l'indizio all'interno di un enorme pagliaio.

### 9ª tappa (Svizzera)
- Grindelwald (Gletscherschlucht)
- Kandersteg (caseificio)
- Niouc (Val d'Anniviers, Red Bridge)

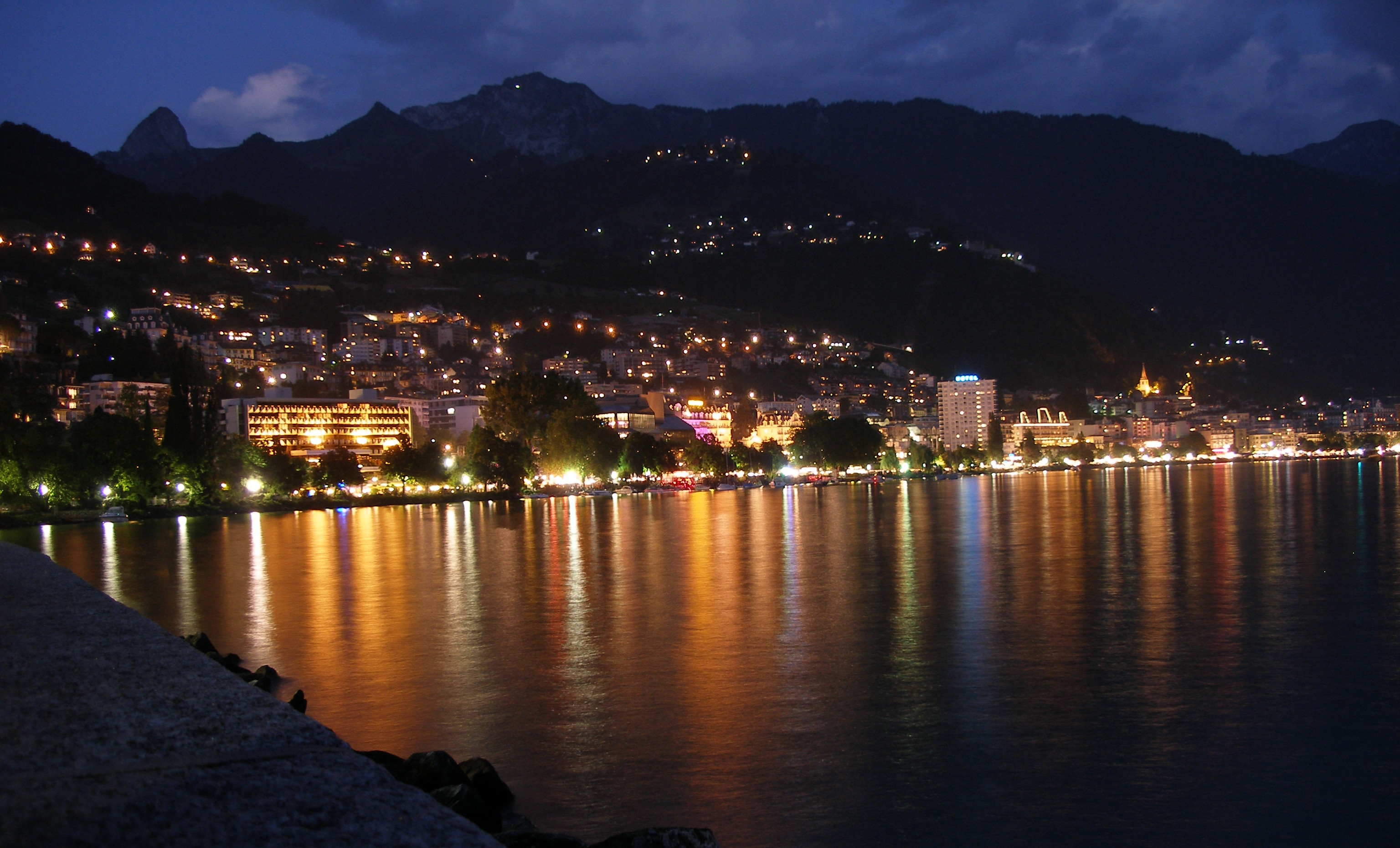
Montreux, visitata nella nona tappa.

- Veytaux (Chateau de Chillon)
- Montreux (nave a vapore Savoie)

Nel Detour, la scelta è stata tra Extreme Swiss ("Estremamente svizzero": fare bungee jumping da un ponte alto 190 metri) e Very Swiss ("Molto svizzero": trovare una delle chiavi appese ad alcune campane di una mandria di mucche). Il Fast Forward è consistito nel mangiare cubetti di formaggio fino a rivelare l'indizio sottostante. Nel Roadblock, i concorrenti hanno assemblato una bicicletta dell'esercito svizzero, avendo come riferimento una bici già montata.

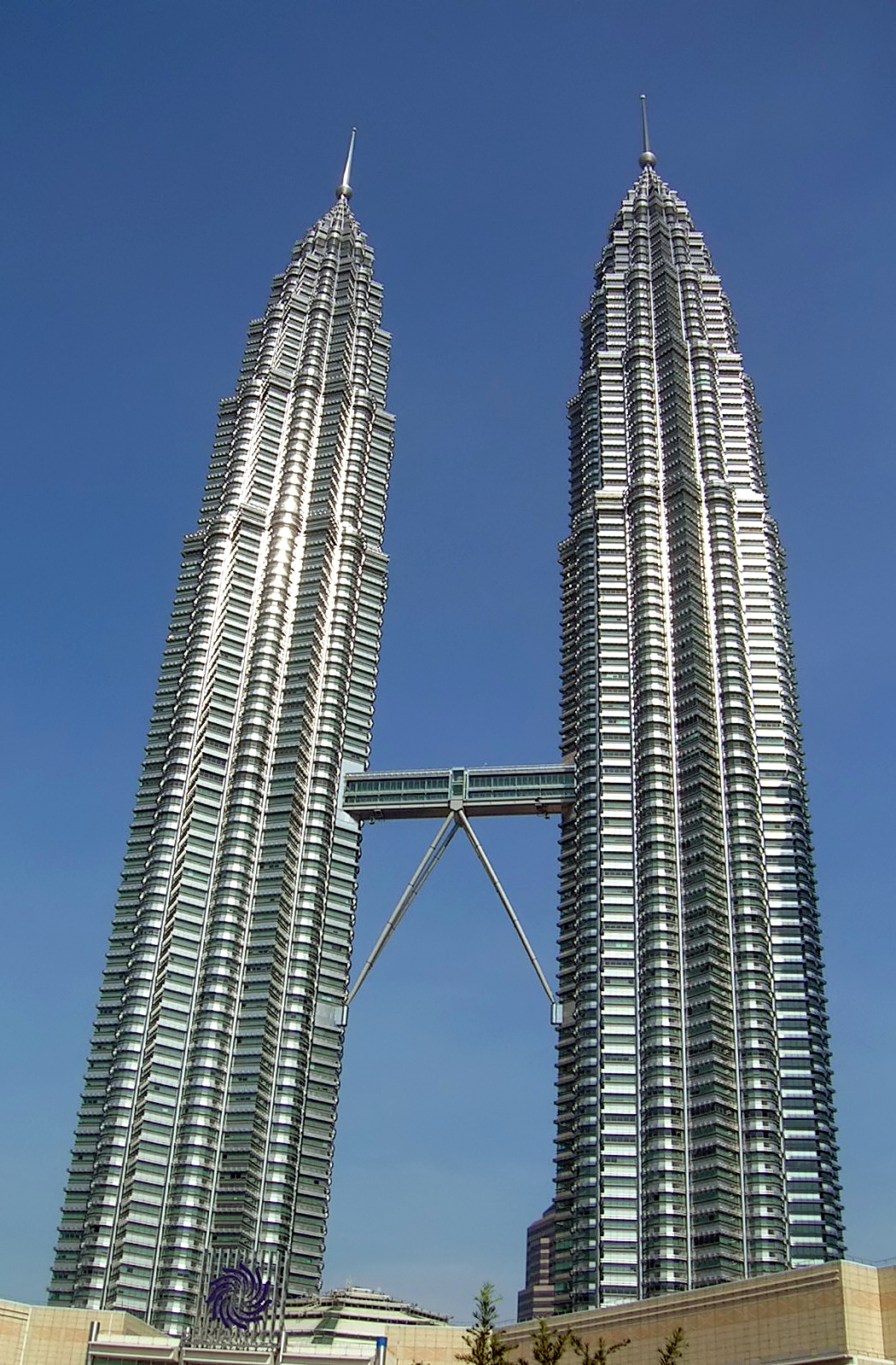
Le Torri Petronas, dove le squadre hanno chiesto ai passanti di farsi fotografare.

### 10ª tappa (Svizzera → Malesia → Singapore)
- da Montreux a Ginevra
- Ginevra (Jet d'eau)
- da Ginevra (Aeroporto Internazionale di Ginevra) a Kuala Lumpur, Malaysia  (Aeroporto di Kuala Lumpur)
- Kuala Lumpur (Torri Petronas)
- Kuala Lumpur (Ampang Park)
- da Kuala Lumpur (stazione di Kuala Lumpur Sentral) a Singapore  (stazione di Tanjong Pagar)
- Singapore (Giardini botanici di Singapore)
- Singapore (Suntec City - Fontana della ricchezza)  (Non trasmesso come Roadblock)
- Singapore (Mount Faber)

Nel Detour, la scelta è stata fra Dry ("Asciutto": girare per Singapore e trovare un palazzo all'isolato 229. Una volta dentro, trovare la stanza della star della televisione di Singapore Phua Chu Kang. La difficoltà stava nel fatto che l'ascensore non si fermava a tutti i piani) e Wet ("Bagnato": dirigersi allo zoo di Singapore e, una volta trovata la vasca dei lamantini, attraversarla a nuoto per prendere l'indizio). In seguito, un concorrente per squadra ha dovuto prendere un indizio al centro della Fontana della ricchezza. Benché eseguita come Roadblock, questa prova non è stata trasmessa come tale.
Prove aggiuntive: al Jet d'eau, le squadre hanno dovuto capire da una bandiera che la loro prossima destinazione sarebbe stata la Malesia. Alle Torri Petronas, le squadre hanno dovuto fermare dei passanti e farsi fotografare davanti alle torri. Ad Ampang Park, le squadre hanno dovuto trovare un negozio che sviluppasse le fotografie per ottenere l'indizio, stampato sul retro delle stesse fotografie.

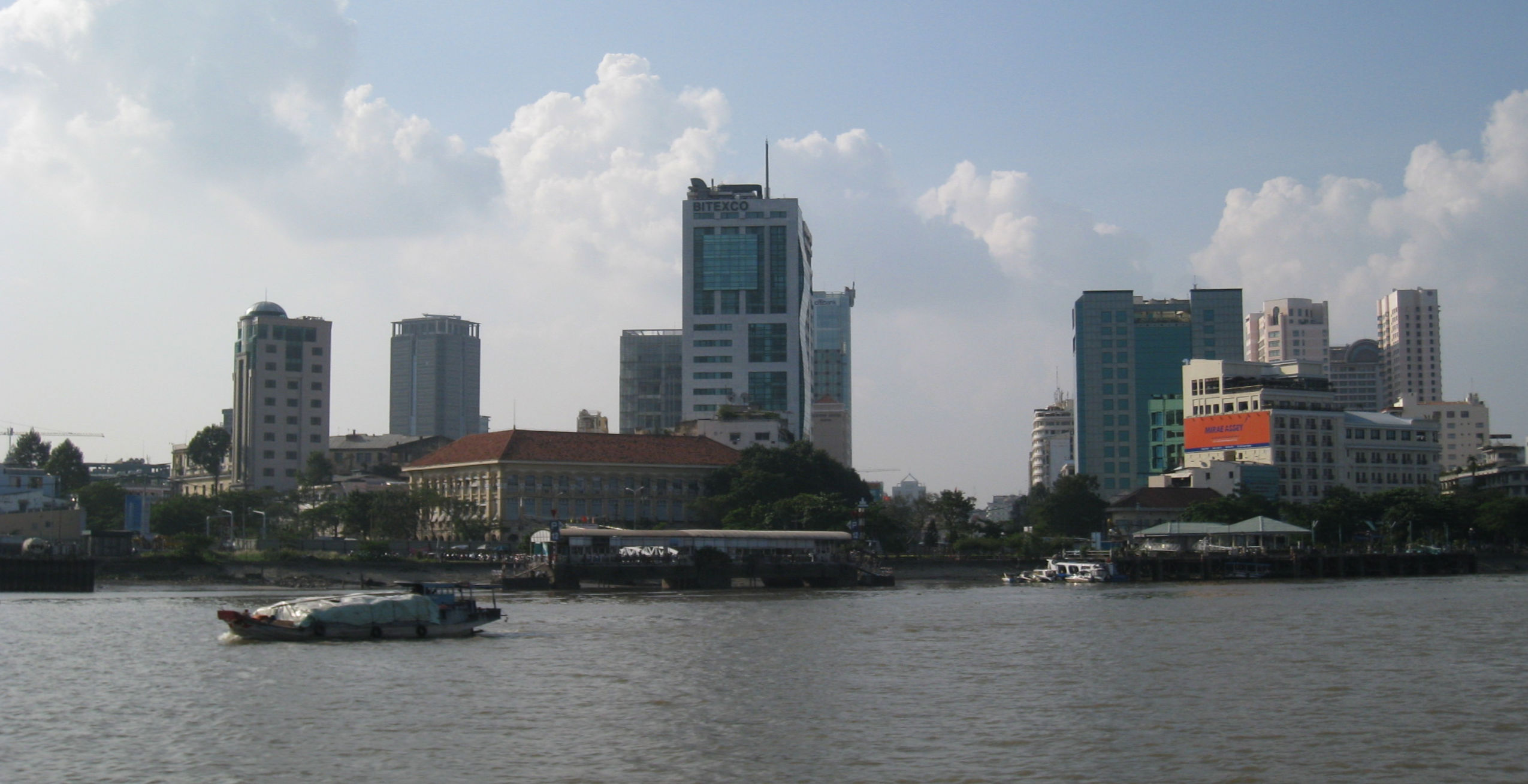
Nell'undicesima tappa, le squadre sono arrivate a Ho Chi Minh, Vietnam.

### 11ª tappa (Singapore → Vietnam)
- da Singapore (Aeroporto di Singapore-Changi) a Ho Chi Minh, Vietnam  (Aeroporto internazionale di Tan Son Nhat)
- Ho Chi Minh (Rex Square - statua di Bac Ho)
- Cai Be (delta del Mekong)
- Ho Chi Minh (2A Ton Duc Thang Street)
- Ho Chi Minh (Café Thu Thiem)

Nel Detour, la scelta è stata tra Easy Buy ("Acquisto facile": cercare un commerciante di noci di cocco all'interno di un mercato galleggiante) e Hard Sell ("Vendita difficile": girare per il mercato di Cai Be e vendere frutta per un totale di 40.000 đồng, pari a circa 2,50 dollari, ad un prezzo molto più alto del normale). Il Roadblock è consistito nel guidare l'altro membro della squadra in risciò lungo un percorso comprendente anche un viaggio in traghetto, fino al Pit Stop.

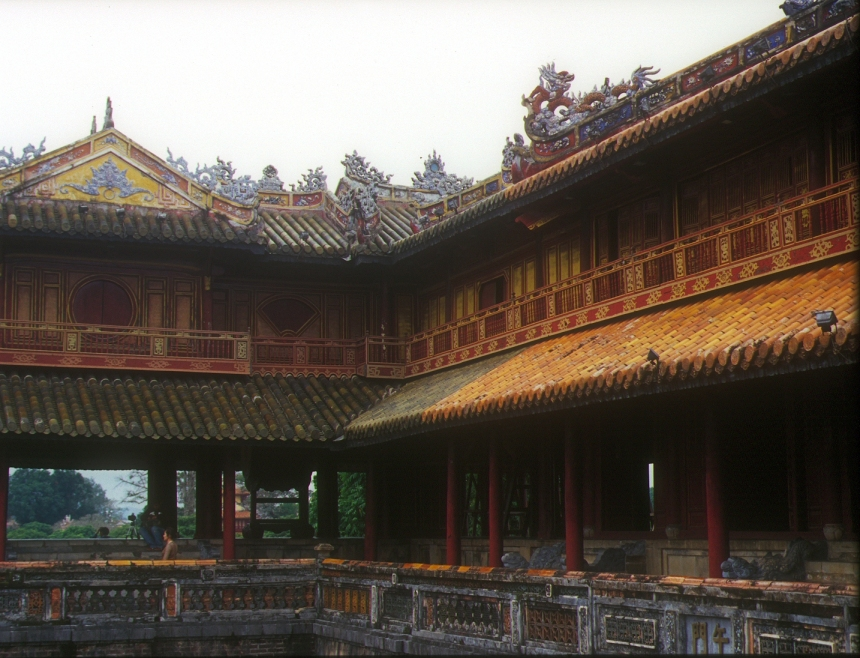
La cittadella imperiale di Huế, visitata nella dodicesima tappa.

### 12ª tappa (Vietnam)
- da Ho Chi Minh (Stazione di Saigon) a Huế (Stazione di Huế)
- Huế (Cittadella imperiale - Padiglione Hien Lam Cac)
- Nam O, Đà Nẵng (ponte)
- Hội An (dal molo di Bach Dang Street al fiume Thu Bon)
- Hoi An (fiume Thu Bon - Piattaforma di pesca)
- Hoi An (China Beach)

Nel Detour, la scelta è stata tra Basket Boats ("Barche-canestro": attraversare il fiume all'interno di una cesta) e Basket Bikes ("Biciclette con canestri": guidare una bicicletta carica di canestri pieni di gamberi e portarla al Pit Stop, lungo un percorso di 1 km e mezzo). Il Roadblock è consistito nel sollevare una rete da pesca fino a raggiungere l'indizio appeso al di sotto.

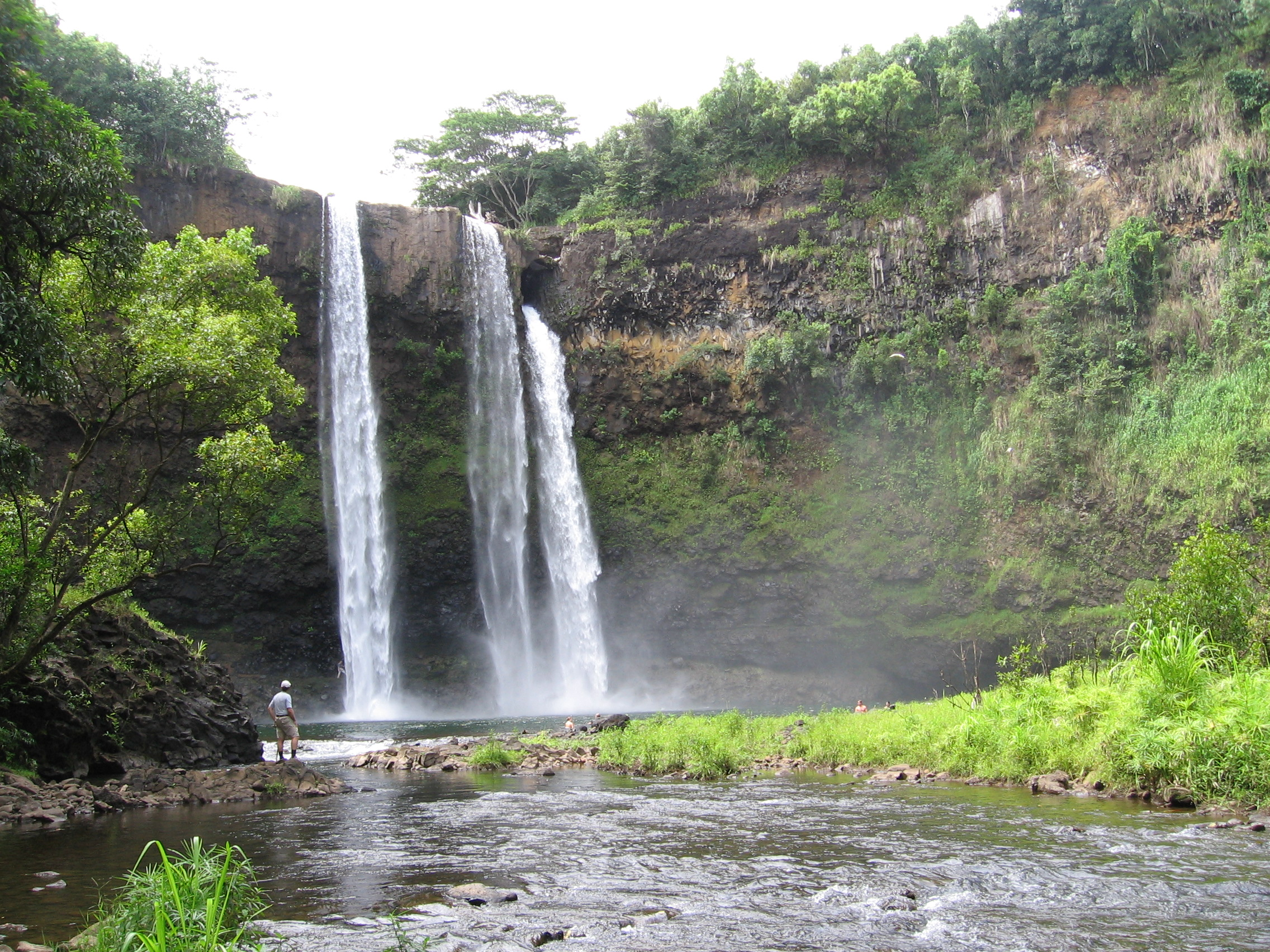
Le Wailua Falls sono state la sede dell'ultimo Detour di The Amazing Race 3.

### 13ª tappa (Vietnam → Stati Uniti)
- Da Nang (Tempio di Quang Minh)
- da Da Nang (Stazione di Da Nang) a Hanoi (Stazione di Hanoi)
- da Hanoi (Aeroporto Internazionale Noi Bai) a Honolulu, Stati Uniti  (Aeroporto Internazionale di Honolulu)
- Haleiwa (Puaena Point)
- da Honolulu (Aeroporto Internazionale di Honolulu) a Kauai (Aeroporto di Lihue)
- Kauai (Wailua Falls)
- da Kauai (Aeroporto di Lihue) a Seattle (Aeroporto Internazionale di Seattle-Tacoma)
- Seattle (Kerry Park)
- Seattle (International Fountain, Seattle Center)
- Seattle (Lincoln Park)
- Seattle (Gas Works Park)  (traguardo finale)

Nel Detour, la scelta è stata tra Quick Drop ("Tuffo veloce": tuffarsi nelle Wailua Falls, nuotare fino a riva, e seguire le bandiere fin dietro la cascata) e Slow Walk ("Camminata lenta": arrivare allo stesso punto a piedi, lungo un percorso prestabilito). Nel Roadblock, i concorrenti hanno dovuto ordinare delle facce di animali raffigurate su un totem, disponendole nell'ordine in cui sono comparsi durante tutte le tappe della gara.
Prova aggiuntiva: a Puaena Point, le squadre hanno dovuto ricevere una benedizione da un sacerdote prima di ricevere l'indizio successivo.